# 309P/LINEAR
La comète LINEAR, officiellement 309P/LINEAR, est une comète périodique du système solaire, découverte le 31 août 2005 par les programmes LINEAR.